# Torneamentum
Torneamentum betyder tornerspel på latin och är det äldsta och mest kända tornerspelssällskapet i Sverige.
Det har funnits sedan mitten av 1980-talet och har sitt ursprung i Medeltidsveckan på Gotland.
I den årliga Rikstorneringen där Sveriges bästa riddarsällskap och riddare utses har Torneamentum och dess riddare vunnit vid ett flertal tillfällen.
De gör främst framträdanden på Gotland, men traditionsenligt även under Stockholm International Horse Show i Globen i november/december och tidigare under Riddardagarna i Mariefred i mitten av juli (inställt sedan 2014).
Sällskapet har dessutom gjort uppskattade framträdanden i Norge, Finland, Tyskland och Danmark.